# 빈처
〈빈처〉(貧妻)는 현진건의 자전적인 단편소설이다. 가난하지만 행복한 무명작가 부부가 주인공이다. 이 작품은 어떤 극적인 사건 전개 없이 일상의 사소한 생활 모습을 통하여 아내의 헌신적인 내조와 그가 생각하는 내적 욕구를 담담하게 묘사하고 있다.

## 줄거리
주인공 ‘나’는 돈벌이 못하는 무명작가이다. 매일 책을 읽고 글을 쓰지만, 알아주는 사람이 없으니 아내는 남편의 밥을 지어주기 위해 옷가지를 전당포에 맡기고, 친척들은 돈벌이는 못하면서 글이나 끄적거린다고 수군거린다. 아내도 한성은행에 다니는 T가 자기 아내에게 줄 양산을 갖고 와서 자랑하는 것을 보고 부러워, “우리도 살 궁리를 해야지요.”라면서 잔소리하지만, “막벌이꾼한테 시집을 갈 것이지 누가 내게 시집을 오랬어! 저 따위가 예술가의 처가 다 뭐야!”라는 남편의 호통에 놀라서 울 정도로 마음이 여리다. 물론 나도 아내를 고생시키는 자신의 경제적 무능함을 생각하니, 굵었다 가늘었다 하면서 밤공기를 적시는 쓸쓸한 빗소리처럼 마음이 처량하다.
장인어른의 생신잔치에 참여한 나는 아내에게 외출할 때 입을 비단옷도 못 사주는 자기에게 화가 나, 못먹는 술을 네 잔이나 마셔서 인사불성이 된다. 이를 본 장모님은 술에 취해 정신을 잃은 사위가 안쓰러워 인력거를 불러주는데, 그 와중에서도 인력거꾼에게 줄 삯이면 책 한 권은 사 볼 거라고 아쉬워한다. 잠에서 깨어보니 아내는 친정에서 가져온 맛있는 음식을 데워서 상을 차려놓았고, 식사 시중도 들어주었다. 밥을 먹으며 부부는 처형(아내의 언니)의 얼굴에 멍이 든 일에 대해 말한다. 알고보니 형부는 집안 사람을 들볶고 걸핏하면 처형을 치는데, 장인어른의 생신잔치 때 본 멍도 사소한 일로 남편이 던진 밥상에 얻어맞아서 생긴 거라고 했다. 그래서 부부는 ‘없으면 없는 대로 살아도 의좋게 지내는 것이 행복’이라고 생각한다.
며칠 뒤 돈을 잘 버는 남편 덕분에 호강하는 처형이 찾아왔다. 친정아버지의 생신잔치에 온 동생이 치장할 돈이 없어 허술한 차림으로 온 것이 마음아파 남편에게 받은 돈으로 신발을 사갖고 온 것이었다. 아내는 언니가 사 준 신발을 신어보면서 ‘예쁘다’는 감탄을 하고, 나는 아내에게 예쁜 비단신을 사 주었으면 좋겠다고 중얼거린다. 남편의 말을 들은 아내는 반드시 그럴 날이 있을 거라며 남편을 위로하고, 나는 무명작가인 자신을 알아주는 아내의 속깊음이 고마워서 속으로 ‘아아, 나에게 위안을 주고 원조를 주는 천사여!’라고 감탄한다.

## 등장 인물
K: 주인공 T: 한성은행에 다니는 인물

## 같이 보기
- 현진건